# 鲍里斯·布加耶夫
鲍里斯·巴甫洛维奇·布加耶夫（俄语：Бори́с Па́влович Буга́ев，1923年7月29日—2007年1月13日）是苏联飞行员、勃列日涅夫的私人飞机驾驶员，后被勃列日涅夫勃列日涅夫提拔为空军元帅、苏联民航部部长。